# 墨西哥樹豪豬
墨西哥樹豪豬（Sphiggurus mexicanus）是一種新大陸豪豬。牠們分佈在哥斯達黎加、薩爾瓦多、瓜地馬拉、洪都拉斯、墨西哥及巴拿馬，並可能在伯利茲及尼加拉瓜出沒。